# Lista monumentelor istorice din județul Prahova

Simbol pentru monumentele istorice

Lista monumentelor istorice din județul Prahova cuprinde monumentele istorice din județul Prahova înscrise în Patrimoniul cultural național al României. 
Lista completă este menținută și actualizată periodic de către Ministerul Culturii, Cultelor și Patrimoniului Național din România, prin intermediul Institutului Național al Patrimoniului, ultima versiune datând din 2015. Această listă cuprinde și actualizările ulterioare, realizate prin ordin al ministrului culturii.
| A ↑ A B C D E F G H I Î J K L M N O P Q R S Ș T Ț U V W X Y Z ↓ | A ↑ A B C D E F G H I Î J K L M N O P Q R S Ș T Ț U V W X Y Z ↓ | A ↑ A B C D E F G H I Î J K L M N O P Q R S Ș T Ț U V W X Y Z ↓ | A ↑ A B C D E F G H I Î J K L M N O P Q R S Ș T Ț U V W X Y Z ↓ | A ↑ A B C D E F G H I Î J K L M N O P Q R S Ș T Ț U V W X Y Z ↓ | A ↑ A B C D E F G H I Î J K L M N O P Q R S Ș T Ț U V W X Y Z ↓ | A ↑ A B C D E F G H I Î J K L M N O P Q R S Ș T Ț U V W X Y Z ↓ | A ↑ A B C D E F G H I Î J K L M N O P Q R S Ș T Ț U V W X Y Z ↓ | A ↑ A B C D E F G H I Î J K L M N O P Q R S Ș T Ț U V W X Y Z ↓ | A ↑ A B C D E F G H I Î J K L M N O P Q R S Ș T Ț U V W X Y Z ↓ |
| --------------------------------------------------------------- | --------------------------------------------------------------- | --------------------------------------------------------------- | --------------------------------------------------------------- | --------------------------------------------------------------- | --------------------------------------------------------------- | --------------------------------------------------------------- | --------------------------------------------------------------- | --------------------------------------------------------------- | --------------------------------------------------------------- |
| Adunați                                                         | Albești-Muru                                                    | Albești-Paleologu                                               | Albinari                                                        |                                                                 |                                                                 |                                                                 |                                                                 |                                                                 |                                                                 |
| Aluniș                                                          | Antofiloaia                                                     | Apostolache                                                     | Ariceștii Rahtivani                                             |                                                                 |                                                                 |                                                                 |                                                                 |                                                                 |                                                                 |
| Ariceștii Zeletin                                               | Arioneștii Noi                                                  | Arioneștii Vechi                                                | Arva                                                            |                                                                 |                                                                 |                                                                 |                                                                 |                                                                 |                                                                 |
| Azuga                                                           |                                                                 |                                                                 |                                                                 |                                                                 |                                                                 |                                                                 |                                                                 |                                                                 |                                                                 |
| B ↑ A B C D E F G H I Î J K L M N O P Q R S Ș T Ț U V W X Y Z ↓ |                                                                 |                                                                 |                                                                 |                                                                 |                                                                 |                                                                 |                                                                 |                                                                 |                                                                 |
| Baba Ana                                                        | Balta Doamnei                                                   | Băicoi                                                          | Băltița                                                         |                                                                 |                                                                 |                                                                 |                                                                 |                                                                 |                                                                 |
| Bălțești                                                        | Bănești                                                         | Bărăitaru                                                       | Bărcănești                                                      |                                                                 |                                                                 |                                                                 |                                                                 |                                                                 |                                                                 |
| Bărzila                                                         | Bătești                                                         | Bătrâni                                                         | Bâra                                                            |                                                                 |                                                                 |                                                                 |                                                                 |                                                                 |                                                                 |
| Belciug                                                         | Berceni                                                         | Bertea                                                          | Bighilin                                                        |                                                                 |                                                                 |                                                                 |                                                                 |                                                                 |                                                                 |
| Blejoi                                                          | Bobicești                                                       | Boboci                                                          | Bobolia                                                         |                                                                 |                                                                 |                                                                 |                                                                 |                                                                 |                                                                 |
| Bodești                                                         | Bogdănești                                                      | Boldești                                                        | Boldești-Scăeni                                                 |                                                                 |                                                                 |                                                                 |                                                                 |                                                                 |                                                                 |
| Bordenii Mari                                                   | Bordenii Mici                                                   | Boșilcești                                                      | Bozieni                                                         |                                                                 |                                                                 |                                                                 |                                                                 |                                                                 |                                                                 |
| Brazii de Jos                                                   | Brazii de Sus                                                   | Brădet                                                          | Brătășanca                                                      |                                                                 |                                                                 |                                                                 |                                                                 |                                                                 |                                                                 |
| Brătești                                                        | Breaza                                                          | Breaza de Jos                                                   | Breaza de Sus                                                   |                                                                 |                                                                 |                                                                 |                                                                 |                                                                 |                                                                 |
| Brebu Mânăstirei                                                | Brebu Megieșesc                                                 | Buchilași                                                       | Bucov                                                           |                                                                 |                                                                 |                                                                 |                                                                 |                                                                 |                                                                 |
| Buda (Ariceștii Rahtivani)                                      | Buda (Râfov)                                                    | Bughea de Jos                                                   | Bughea de Sus                                                   |                                                                 |                                                                 |                                                                 |                                                                 |                                                                 |                                                                 |
| Buștenari                                                       | Bușteni                                                         | Butuci                                                          | Buzota                                                          |                                                                 |                                                                 |                                                                 |                                                                 |                                                                 |                                                                 |
| C ↑ A B C D E F G H I Î J K L M N O P Q R S Ș T Ț U V W X Y Z ↓ |                                                                 |                                                                 |                                                                 |                                                                 |                                                                 |                                                                 |                                                                 |                                                                 |                                                                 |
| Cap Roșu                                                        | Cartierul Dâmbu                                                 | Călinești                                                       | Călugăreni                                                      |                                                                 |                                                                 |                                                                 |                                                                 |                                                                 |                                                                 |
| Cărbunari                                                       | Cărbunești                                                      | Cătina                                                          | Cătunu (Berceni)                                                |                                                                 |                                                                 |                                                                 |                                                                 |                                                                 |                                                                 |
| Cătunu (Drajna)                                                 | Câmpina                                                         | Cârjari                                                         | Ceptura de Jos                                                  |                                                                 |                                                                 |                                                                 |                                                                 |                                                                 |                                                                 |
| Ceptura de Sus                                                  | Cerașu                                                          | Cernești                                                        | Cheia                                                           |                                                                 |                                                                 |                                                                 |                                                                 |                                                                 |                                                                 |
| Cherba                                                          | Cheșnoiu                                                        | Chiciureni                                                      | Chiojdeanca                                                     |                                                                 |                                                                 |                                                                 |                                                                 |                                                                 |                                                                 |
| Chirițești                                                      | Chițorani                                                       | Cioceni                                                         | Ciocrac                                                         |                                                                 |                                                                 |                                                                 |                                                                 |                                                                 |                                                                 |
| Cioranii de Jos                                                 | Cioranii de Sus                                                 | Cireșanu                                                        | Ciupelnița                                                      |                                                                 |                                                                 |                                                                 |                                                                 |                                                                 |                                                                 |
| Coada Izvorului                                                 | Coada Malului                                                   | Coceana                                                         | Cocorăștii Caplii                                               |                                                                 |                                                                 |                                                                 |                                                                 |                                                                 |                                                                 |
| Cocorăștii Colț                                                 | Cocorăștii Grind                                                | Cocorăștii Mislii                                               | Cocoșești                                                       |                                                                 |                                                                 |                                                                 |                                                                 |                                                                 |                                                                 |
| Colceag                                                         | Colonia Brazi                                                   | Colțu de Jos                                                    | Comarnic                                                        |                                                                 |                                                                 |                                                                 |                                                                 |                                                                 |                                                                 |
| Conduratu                                                       | Corlătești                                                      | Cornu de Jos (Cornu)                                            | Cornu de Jos (Drăgănești)                                       |                                                                 |                                                                 |                                                                 |                                                                 |                                                                 |                                                                 |
| Cornu de Sus (Cornu)                                            | Cornu de Sus (Dumbrava)                                         | Coslegi                                                         | Cosmina de Jos                                                  |                                                                 |                                                                 |                                                                 |                                                                 |                                                                 |                                                                 |
| Cosmina de Sus                                                  | Costeni                                                         | Coșerele                                                        | Coțofenești                                                     |                                                                 |                                                                 |                                                                 |                                                                 |                                                                 |                                                                 |
| Crângurile                                                      | Crivina                                                         | Cuib                                                            | Curcubeu                                                        |                                                                 |                                                                 |                                                                 |                                                                 |                                                                 |                                                                 |
| Curmătura                                                       |                                                                 |                                                                 |                                                                 |                                                                 |                                                                 |                                                                 |                                                                 |                                                                 |                                                                 |
| D ↑ A B C D E F G H I Î J K L M N O P Q R S Ș T Ț U V W X Y Z ↓ |                                                                 |                                                                 |                                                                 |                                                                 |                                                                 |                                                                 |                                                                 |                                                                 |                                                                 |
| Dâmbu                                                           | Dârvari                                                         | Dițești                                                         | Dobrota                                                         |                                                                 |                                                                 |                                                                 |                                                                 |                                                                 |                                                                 |
| Doftana                                                         | Drajna de Jos                                                   | Drajna de Sus                                                   | Drăgăneasa                                                      |                                                                 |                                                                 |                                                                 |                                                                 |                                                                 |                                                                 |
| Drăgănești                                                      | Drăghicești                                                     | Dumbrava                                                        | Dumbrăvești                                                     |                                                                 |                                                                 |                                                                 |                                                                 |                                                                 |                                                                 |
| E ↑ A B C D E F G H I Î J K L M N O P Q R S Ș T Ț U V W X Y Z ↓ |                                                                 |                                                                 |                                                                 |                                                                 |                                                                 |                                                                 |                                                                 |                                                                 |                                                                 |
| Ezeni (niciun monument)                                         |                                                                 |                                                                 |                                                                 |                                                                 |                                                                 |                                                                 |                                                                 |                                                                 |                                                                 |
| F ↑ A B C D E F G H I Î J K L M N O P Q R S Ș T Ț U V W X Y Z ↓ |                                                                 |                                                                 |                                                                 |                                                                 |                                                                 |                                                                 |                                                                 |                                                                 |                                                                 |
| Făcăieni                                                        | Făget                                                           | Făgetu                                                          | Fânari (Gherghița)                                              |                                                                 |                                                                 |                                                                 |                                                                 |                                                                 |                                                                 |
| Fânari (Gorgota)                                                | Fântânele                                                       | Fefelei                                                         | Filipeștii de Pădure                                            |                                                                 |                                                                 |                                                                 |                                                                 |                                                                 |                                                                 |
| Filipeștii de Târg                                              | Florești                                                        | Frăsinet                                                        | Fulga de Jos                                                    |                                                                 |                                                                 |                                                                 |                                                                 |                                                                 |                                                                 |
| Fulga de Sus                                                    | Fundeni                                                         |                                                                 |                                                                 |                                                                 |                                                                 |                                                                 |                                                                 |                                                                 |                                                                 |
| G ↑ A B C D E F G H I Î J K L M N O P Q R S Ș T Ț U V W X Y Z ↓ |                                                                 |                                                                 |                                                                 |                                                                 |                                                                 |                                                                 |                                                                 |                                                                 |                                                                 |
| Găgeni                                                          | Găvănel                                                         | Gâlmeia                                                         | Gheaba                                                          |                                                                 |                                                                 |                                                                 |                                                                 |                                                                 |                                                                 |
| Gherghița                                                       | Ghighiu                                                         | Ghinoaica                                                       | Ghiocel                                                         |                                                                 |                                                                 |                                                                 |                                                                 |                                                                 |                                                                 |
| Ghioldum                                                        | Ghioșești                                                       | Glod                                                            | Goga                                                            |                                                                 |                                                                 |                                                                 |                                                                 |                                                                 |                                                                 |
| Gogeasca                                                        | Gorgota                                                         | Gornet                                                          | Gornet-Cricov                                                   |                                                                 |                                                                 |                                                                 |                                                                 |                                                                 |                                                                 |
| Goruna                                                          | Gradiștea                                                       | Gresia                                                          | Groșani                                                         |                                                                 |                                                                 |                                                                 |                                                                 |                                                                 |                                                                 |
| Gura Beliei                                                     | Gura Crivățului                                                 | Gura Vadului                                                    | Gura Vitioarei                                                  |                                                                 |                                                                 |                                                                 |                                                                 |                                                                 |                                                                 |
| H ↑ A B C D E F G H I Î J K L M N O P Q R S Ș T Ț U V W X Y Z ↓ |                                                                 |                                                                 |                                                                 |                                                                 |                                                                 |                                                                 |                                                                 |                                                                 |                                                                 |
| Hăbud                                                           | Hătcărău                                                        | Hârsa                                                           | Homorâciu                                                       |                                                                 |                                                                 |                                                                 |                                                                 |                                                                 |                                                                 |
| I ↑ A B C D E F G H I Î J K L M N O P Q R S Ș T Ț U V W X Y Z ↓ |                                                                 |                                                                 |                                                                 |                                                                 |                                                                 |                                                                 |                                                                 |                                                                 |                                                                 |
| Iazu                                                            | Independența                                                    | Inotești                                                        | Iordăcheanu                                                     |                                                                 |                                                                 |                                                                 |                                                                 |                                                                 |                                                                 |
| Irimești                                                        | Izești                                                          | Izvoarele                                                       | Izvoru                                                          |                                                                 |                                                                 |                                                                 |                                                                 |                                                                 |                                                                 |
| J ↑ A B C D E F G H I Î J K L M N O P Q R S Ș T Ț U V W X Y Z ↓ |                                                                 |                                                                 |                                                                 |                                                                 |                                                                 |                                                                 |                                                                 |                                                                 |                                                                 |
| Jercălăi                                                        | Jugureni                                                        |                                                                 |                                                                 |                                                                 |                                                                 |                                                                 |                                                                 |                                                                 |                                                                 |
| L ↑ A B C D E F G H I Î J K L M N O P Q R S Ș T Ț U V W X Y Z ↓ |                                                                 |                                                                 |                                                                 |                                                                 |                                                                 |                                                                 |                                                                 |                                                                 |                                                                 |
| Lacu Turcului                                                   | Lapoș                                                           | Lăpoșel                                                         | Liliești                                                        |                                                                 |                                                                 |                                                                 |                                                                 |                                                                 |                                                                 |
| Lipănești                                                       | Livadea                                                         | Loloiasca                                                       | Lopatnița                                                       |                                                                 |                                                                 |                                                                 |                                                                 |                                                                 |                                                                 |
| Lunca Mare                                                      | Lunca Prahovei                                                  | Lutu Roșu                                                       |                                                                 |                                                                 |                                                                 |                                                                 |                                                                 |                                                                 |                                                                 |
| M ↑ A B C D E F G H I Î J K L M N O P Q R S Ș T Ț U V W X Y Z ↓ |                                                                 |                                                                 |                                                                 |                                                                 |                                                                 |                                                                 |                                                                 |                                                                 |                                                                 |
| Magula                                                          | Malamuc                                                         | Malu Roșu                                                       | Malu Vânăt                                                      |                                                                 |                                                                 |                                                                 |                                                                 |                                                                 |                                                                 |
| Marginea Pădurii                                                | Matița                                                          | Măgura                                                          | Măgurele                                                        |                                                                 |                                                                 |                                                                 |                                                                 |                                                                 |                                                                 |
| Măgureni                                                        | Mălăeștii de Jos                                                | Mălăeștii de Sus                                                | Mălăiești                                                       |                                                                 |                                                                 |                                                                 |                                                                 |                                                                 |                                                                 |
| Măneciu-Pământeni                                               | Măneciu-Ungureni                                                | Mănești                                                         | Mărginenii de Jos                                               |                                                                 |                                                                 |                                                                 |                                                                 |                                                                 |                                                                 |
| Mărunțiș                                                        | Mânăstirea Suzana                                               | Mârlogea                                                        | Mehedința                                                       |                                                                 |                                                                 |                                                                 |                                                                 |                                                                 |                                                                 |
| Melicești                                                       | Merdeala                                                        | Meri                                                            | Minieri                                                         |                                                                 |                                                                 |                                                                 |                                                                 |                                                                 |                                                                 |
| Mireșu Mare                                                     | Mireșu Mic                                                      | Miroslăvești                                                    | Mislea                                                          |                                                                 |                                                                 |                                                                 |                                                                 |                                                                 |                                                                 |
| Mizil                                                           | Moara                                                           | Moara Domnească                                                 | Moara Nouă                                                      |                                                                 |                                                                 |                                                                 |                                                                 |                                                                 |                                                                 |
| Mocești                                                         |                                                                 |                                                                 |                                                                 |                                                                 |                                                                 |                                                                 |                                                                 |                                                                 |                                                                 |
| N ↑ A B C D E F G H I Î J K L M N O P Q R S Ș T Ț U V W X Y Z ↓ |                                                                 |                                                                 |                                                                 |                                                                 |                                                                 |                                                                 |                                                                 |                                                                 |                                                                 |
| Nedelea                                                         | Negoiești                                                       | Nevesteasca                                                     | Nisipoasa                                                       |                                                                 |                                                                 |                                                                 |                                                                 |                                                                 |                                                                 |
| Nistorești                                                      | Novăcești                                                       | Nucet (Chiojdeanca)                                             | Nucet (Gornet)                                                  |                                                                 |                                                                 |                                                                 |                                                                 |                                                                 |                                                                 |
| Nucșoara de Jos                                                 | Nucșoara de Sus                                                 |                                                                 |                                                                 |                                                                 |                                                                 |                                                                 |                                                                 |                                                                 |                                                                 |
| O ↑ A B C D E F G H I Î J K L M N O P Q R S Ș T Ț U V W X Y Z ↓ |                                                                 |                                                                 |                                                                 |                                                                 |                                                                 |                                                                 |                                                                 |                                                                 |                                                                 |
| Ocina de Jos                                                    | Ocina de Sus                                                    | Odăile                                                          | Ogretin                                                         |                                                                 |                                                                 |                                                                 |                                                                 |                                                                 |                                                                 |
| Olari                                                           | Olarii Vechi                                                    | Ologeni                                                         | Olteni                                                          |                                                                 |                                                                 |                                                                 |                                                                 |                                                                 |                                                                 |
| Orzoaia de Jos                                                  | Orzoaia de Sus                                                  | Ostrovu                                                         |                                                                 |                                                                 |                                                                 |                                                                 |                                                                 |                                                                 |                                                                 |
| P ↑ A B C D E F G H I Î J K L M N O P Q R S Ș T Ț U V W X Y Z ↓ |                                                                 |                                                                 |                                                                 |                                                                 |                                                                 |                                                                 |                                                                 |                                                                 |                                                                 |
| Palanca                                                         | Pantazi                                                         | Parepa-Rușani                                                   | Păcureți                                                        |                                                                 |                                                                 |                                                                 |                                                                 |                                                                 |                                                                 |
| Păcuri                                                          | Păulești                                                        | Păuleștii Noi                                                   | Perșunari (Cocorăștii Colț)                                     |                                                                 |                                                                 |                                                                 |                                                                 |                                                                 |                                                                 |
| Perșunari (Gura Vadului)                                        | Piatra (Cocorăștii Colț)                                        | Piatra (Drajna)                                                 | Piatra Mică                                                     |                                                                 |                                                                 |                                                                 |                                                                 |                                                                 |                                                                 |
| Piatra (Provița de Jos)                                         | Pietriceaua                                                     | Pietricica                                                      | Pietrișu                                                        |                                                                 |                                                                 |                                                                 |                                                                 |                                                                 |                                                                 |
| Pietroșani                                                      | Piorești                                                        | Pisculești                                                      | Pițigoi                                                         |                                                                 |                                                                 |                                                                 |                                                                 |                                                                 |                                                                 |
| Plai                                                            | Plaiu Câmpinei                                                  | Plaiu Cornului                                                  | Plaiu (Provița de Sus)                                          |                                                                 |                                                                 |                                                                 |                                                                 |                                                                 |                                                                 |
| Plaiu (Talea)                                                   | Plavia                                                          | Plăiețu                                                         | Pleașa                                                          |                                                                 |                                                                 |                                                                 |                                                                 |                                                                 |                                                                 |
| Ploiești                                                        | Ploieștiori                                                     | Plopeni                                                         | Plopeni (Dumbrăvești)                                           |                                                                 |                                                                 |                                                                 |                                                                 |                                                                 |                                                                 |
| Plopu                                                           | Podenii Noi                                                     | Podenii Vechi                                                   | Podgoria                                                        |                                                                 |                                                                 |                                                                 |                                                                 |                                                                 |                                                                 |
| Podu Cheii                                                      | Podu Corbului                                                   | Podu Lung                                                       | Podu Ursului                                                    |                                                                 |                                                                 |                                                                 |                                                                 |                                                                 |                                                                 |
| Podu Vadului                                                    | Podu Văleni                                                     | Podu lui Galben                                                 | Podurile                                                        |                                                                 |                                                                 |                                                                 |                                                                 |                                                                 |                                                                 |
| Poiana                                                          | Poiana Câmpina                                                  | Poiana Copăceni                                                 | Poiana Mare                                                     |                                                                 |                                                                 |                                                                 |                                                                 |                                                                 |                                                                 |
| Poiana Mierlei                                                  | Poiana Trestiei                                                 | Poiana Țapului                                                  | Poiana Vărbilău                                                 |                                                                 |                                                                 |                                                                 |                                                                 |                                                                 |                                                                 |
| Poienarii Apostoli                                              | Poienarii Burchii                                               | Poienarii-Rali                                                  | Poienarii Vechi                                                 |                                                                 |                                                                 |                                                                 |                                                                 |                                                                 |                                                                 |
| Poienile                                                        | Popești (Brazi)                                                 | Popești (Podenii Noi)                                           | Posada                                                          |                                                                 |                                                                 |                                                                 |                                                                 |                                                                 |                                                                 |
| Poseștii-Pământeni                                              | Poseștii-Ungureni                                               | Potigrafu                                                       | Prăjani                                                         |                                                                 |                                                                 |                                                                 |                                                                 |                                                                 |                                                                 |
| Predeal                                                         | Predești                                                        | Priseaca                                                        | Provița de Jos                                                  |                                                                 |                                                                 |                                                                 |                                                                 |                                                                 |                                                                 |
| Provița de Sus                                                  | Puchenii Mari                                                   | Puchenii Mici                                                   | Puchenii-Moșneni                                                |                                                                 |                                                                 |                                                                 |                                                                 |                                                                 |                                                                 |
| Pușcași                                                         |                                                                 |                                                                 |                                                                 |                                                                 |                                                                 |                                                                 |                                                                 |                                                                 |                                                                 |
| R ↑ A B C D E F G H I Î J K L M N O P Q R S Ș T Ț U V W X Y Z ↓ |                                                                 |                                                                 |                                                                 |                                                                 |                                                                 |                                                                 |                                                                 |                                                                 |                                                                 |
| Rachieri                                                        | Radila                                                          | Rahova                                                          |                                                                 |                                                                 |                                                                 |                                                                 |                                                                 |                                                                 |                                                                 |
| Răgman                                                          | Râfov                                                           | Românești                                                       | Rotarea                                                         |                                                                 |                                                                 |                                                                 |                                                                 |                                                                 |                                                                 |
| Rotari                                                          |                                                                 |                                                                 |                                                                 |                                                                 |                                                                 |                                                                 |                                                                 |                                                                 |                                                                 |
| S ↑ A B C D E F G H I Î J K L M N O P Q R S Ș T Ț U V W X Y Z ↓ |                                                                 |                                                                 |                                                                 |                                                                 |                                                                 |                                                                 |                                                                 |                                                                 |                                                                 |
| Salcia                                                          | Satu Nou (Baba Ana)                                             | Satu Nou (Lipănești)                                            | Satu de Sus                                                     |                                                                 |                                                                 |                                                                 |                                                                 |                                                                 |                                                                 |
| Sălciile                                                        | Sălcioara                                                       | Sărari                                                          | Sărățel                                                         |                                                                 |                                                                 |                                                                 |                                                                 |                                                                 |                                                                 |
| Sătucu                                                          | Sângeru                                                         | Sârca                                                           | Schela                                                          |                                                                 |                                                                 |                                                                 |                                                                 |                                                                 |                                                                 |
| Schiau (Urlați)                                                 | Schiau (Valea Călugărească)                                     | Schiulești                                                      | Scorțeni                                                        |                                                                 |                                                                 |                                                                 |                                                                 |                                                                 |                                                                 |
| Scurtești                                                       | Secăria                                                         | Seciu                                                           | Seciuri                                                         |                                                                 |                                                                 |                                                                 |                                                                 |                                                                 |                                                                 |
| Sfăcăru                                                         | Sfârleanca                                                      | Sicrita                                                         | Siliștea                                                        |                                                                 |                                                                 |                                                                 |                                                                 |                                                                 |                                                                 |
| Siliștea Dealului                                               | Sinaia                                                          | Slavu                                                           | Slănic                                                          |                                                                 |                                                                 |                                                                 |                                                                 |                                                                 |                                                                 |
| Slon                                                            | Starchiojd                                                      | Stăncești                                                       | Stejaru                                                         |                                                                 |                                                                 |                                                                 |                                                                 |                                                                 |                                                                 |
| Stoenești                                                       | Străoști                                                        | Strejnicu                                                       | Surani                                                          |                                                                 |                                                                 |                                                                 |                                                                 |                                                                 |                                                                 |
| Surdești                                                        |                                                                 |                                                                 |                                                                 |                                                                 |                                                                 |                                                                 |                                                                 |                                                                 |                                                                 |
| Ș ↑ A B C D E F G H I Î J K L M N O P Q R S Ș T Ț U V W X Y Z ↓ |                                                                 |                                                                 |                                                                 |                                                                 |                                                                 |                                                                 |                                                                 |                                                                 |                                                                 |
| Șipotu                                                          | Șirna                                                           | Șoimari                                                         | Șoimești                                                        |                                                                 |                                                                 |                                                                 |                                                                 |                                                                 |                                                                 |
| Șotrile                                                         | Ștefești                                                        | Ștubeiu                                                         |                                                                 |                                                                 |                                                                 |                                                                 |                                                                 |                                                                 |                                                                 |
| T ↑ A B C D E F G H I Î J K L M N O P Q R S Ș T Ț U V W X Y Z ↓ |                                                                 |                                                                 |                                                                 |                                                                 |                                                                 |                                                                 |                                                                 |                                                                 |                                                                 |
| Talea                                                           | Tăriceni                                                        | Tătaru                                                          | Tătărani                                                        |                                                                 |                                                                 |                                                                 |                                                                 |                                                                 |                                                                 |
| Tătărăi                                                         | Târgșoru Nou                                                    | Târgșoru Vechi                                                  | Târlești                                                        |                                                                 |                                                                 |                                                                 |                                                                 |                                                                 |                                                                 |
| Târșoreni                                                       | Teișani                                                         | Telega                                                          | Teșila                                                          |                                                                 |                                                                 |                                                                 |                                                                 |                                                                 |                                                                 |
| Tinosu                                                          | Tisa                                                            | Tohani                                                          | Tomșani                                                         |                                                                 |                                                                 |                                                                 |                                                                 |                                                                 |                                                                 |
| Trăisteni                                                       | Trenu                                                           | Trestienii de Jos                                               | Trestienii de Sus                                               |                                                                 |                                                                 |                                                                 |                                                                 |                                                                 |                                                                 |
| Trestioara                                                      | Tufani                                                          | Tufeni                                                          | Tulburea                                                        |                                                                 |                                                                 |                                                                 |                                                                 |                                                                 |                                                                 |
| Tulburea-Văleni                                                 |                                                                 |                                                                 |                                                                 |                                                                 |                                                                 |                                                                 |                                                                 |                                                                 |                                                                 |
| Ț ↑ A B C D E F G H I Î J K L M N O P Q R S Ș T Ț U V W X Y Z ↓ |                                                                 |                                                                 |                                                                 |                                                                 |                                                                 |                                                                 |                                                                 |                                                                 |                                                                 |
| Țărculești (niciun monument)                                    | Țânțăreni (niciun monument)                                     | Țintea (niciun monument)                                        | Țipărești (niciun monument)                                     |                                                                 |                                                                 |                                                                 |                                                                 |                                                                 |                                                                 |
| Țonțești (niciun monument)                                      |                                                                 |                                                                 |                                                                 |                                                                 |                                                                 |                                                                 |                                                                 |                                                                 |                                                                 |
| U ↑ A B C D E F G H I Î J K L M N O P Q R S Ș T Ț U V W X Y Z ↓ |                                                                 |                                                                 |                                                                 |                                                                 |                                                                 |                                                                 |                                                                 |                                                                 |                                                                 |
| Udrești                                                         | Ulmi                                                            | Ungureni (Filipeștii de Târg)                                   | Ungureni (Gherghița)                                            |                                                                 |                                                                 |                                                                 |                                                                 |                                                                 |                                                                 |
| Ungureni (Vadu Săpat)                                           | Urlați                                                          | Urleta                                                          |                                                                 |                                                                 |                                                                 |                                                                 |                                                                 |                                                                 |                                                                 |
| V ↑ A B C D E F G H I Î J K L M N O P Q R S Ș T Ț U V W X Y Z ↓ |                                                                 |                                                                 |                                                                 |                                                                 |                                                                 |                                                                 |                                                                 |                                                                 |                                                                 |
| Vadu Părului                                                    | Vadu Săpat                                                      | Valea Anei                                                      | Valea Bobului                                                   |                                                                 |                                                                 |                                                                 |                                                                 |                                                                 |                                                                 |
| Valea Borului                                                   | Valea Bradului                                                  | Valea Brădetului                                                | Valea Călugărească                                              |                                                                 |                                                                 |                                                                 |                                                                 |                                                                 |                                                                 |
| Valea Crângului                                                 | Valea Cricovului                                                | Valea Cucului                                                   | Valea Dulce                                                     |                                                                 |                                                                 |                                                                 |                                                                 |                                                                 |                                                                 |
| Valea Largă                                                     | Valea Lespezii                                                  | Valea Mantei                                                    | Valea Mieilor                                                   |                                                                 |                                                                 |                                                                 |                                                                 |                                                                 |                                                                 |
| Valea Nicovani                                                  | Valea Nucetului                                                 | Valea Oprii                                                     | Valea Orlei                                                     |                                                                 |                                                                 |                                                                 |                                                                 |                                                                 |                                                                 |
| Valea Pietrei                                                   | Valea Plopului                                                  | Valea Poienii                                                   | Valea Popii                                                     |                                                                 |                                                                 |                                                                 |                                                                 |                                                                 |                                                                 |
| Valea Scheilor                                                  | Valea Screzii                                                   | Valea Seacă                                                     | Valea Seman                                                     |                                                                 |                                                                 |                                                                 |                                                                 |                                                                 |                                                                 |
| Valea Stâlpului                                                 | Valea Stupinii                                                  | Valea Târsei                                                    | Valea Tocii                                                     |                                                                 |                                                                 |                                                                 |                                                                 |                                                                 |                                                                 |
| Valea Unghiului                                                 | Valea Urloii                                                    | Valea Ursoii                                                    | Varnița                                                         |                                                                 |                                                                 |                                                                 |                                                                 |                                                                 |                                                                 |
| Vălenii de Munte                                                | Vărbila                                                         | Vărbilău                                                        | Vâlcănești                                                      |                                                                 |                                                                 |                                                                 |                                                                 |                                                                 |                                                                 |
| Vâlcelele                                                       | Vârfurile                                                       | Vistieru                                                        | Vitioara de Sus                                                 |                                                                 |                                                                 |                                                                 |                                                                 |                                                                 |                                                                 |
| Z ↑ A B C D E F G H I Î J K L M N O P Q R S Ș T Ț U V W X Y Z ↓ |                                                                 |                                                                 |                                                                 |                                                                 |                                                                 |                                                                 |                                                                 |                                                                 |                                                                 |
| Zahanaua                                                        | Zalhanaua                                                       | Zamfira                                                         | Zănoaga                                                         |                                                                 |                                                                 |                                                                 |                                                                 |                                                                 |                                                                 |
| Zâmbroaia                                                       | Zmeuret                                                         |                                                                 |                                                                 |                                                                 |                                                                 |                                                                 |                                                                 |                                                                 |                                                                 |